# 酒井正次
酒井 正次（さかい しょうじ、1950年4月13日 - ）は、日本の編集技師、映画監督。長野県出身。

## 人物
1968年、美術学校多摩芸術学園（現・多摩美術大学）映画科に入学。1971年に卒業後、編集助手として編集技師・竹村峻司、田中修らに師事。1975年頃、関孝二監督の助監督に就きながら編集技師として独立する。この頃向井寛監督がユニバースプロを設立し、東映配給のピンク映画が定期生産されるようになり、以来、編集の仕事が増え始める。多い時には1ヶ月に10作品の成人映画フィルム作品を編集した。2014年末をもって、35mmフィルムでの映画製作・配給を続けてきた大蔵映画（オーピー映画）がフィルムでの映画製作を中止した。これに伴いフィルム編集作業も激減する。
これまでに編集を手がけたフィルム作品の本数は1,200本以上（Vシネマなど含む）。現在確認できる劇場公開タイトル数は1,076本（2017年12月現在）。

## 主な作品

### 編集
- 痴漢電車　いい指・濡れ気分（2005年、監督：渡邊元嗣）
- ラブホテル　朝まで生だし（2005年、監督：杉浦昭嘉）
- 桃色ガードマン　カラダ張ります！（2005年、監督：深町章）
- 和服のノーパン熟女　裾から匂う毛（2005年、監督：新田栄）
- 官能病棟　濡れた赤い唇（2005年、監督：橋口卓明）
- 義母かあさんと半熟息子（2005年、監督：下元哲）
- 裏令嬢　恥辱の花びら（2005年、監督：渡邊元嗣）
- ハードレズビアン　クイック&ディープ（2005年、監督：佐藤吏）
- ノーパン理髪妻　好顔夢恥（2005年、監督：新田栄）
- 多淫な人妻と老人　-夜這い春情-（2005年、監督：松岡邦彦）
- 襦袢を濡らす蛇　-SM開華編-（2005年、監督：池島ゆたか）
- 韓流教師　下半身レッスン（2005年、監督：新田栄）
- 人妻を濡らす蛇　-SM至極編-（2005年、監督：池島ゆたか）
- 愛のラビリンス（2005年、監督：池島ゆたか）
- 肉体秘書　パンスト濡らして（2005年、監督：池島ゆたか）
- 新・鍵穴　絡みあう舌と舌（2005年、監督：深町章）
- 変態オヤジ　四十路熟女の色下着（2005年、監督：新田栄）
- 外人妻×スケベな妹　丸見えエロ騒ぎ（2005年、監督：渡邊元嗣）
- 爆乳Gカップ　とろける谷間（2005年、監督：荒木太郎）
- セックス詐欺の女　濡れてよがる（2005年、監督：深町章）
- 援助交際物語　したがるオンナたち（2005年、監督：今岡信治）
- 刺青淫婦　つるむ（2005年、監督：松岡邦彦）
- 負け犬OL　毎日が発情期（2005年、監督：池島ゆたか）
- 人妻　濃密な交わり（2005年、監督：勝山茂雄）
- 和服卍レズ　熟女の絡み合い（2005年、監督：新田栄）
- 紅い淫臭　花蜜のしたたり（2005年、監督：渡邊元嗣）
- 変態家族　新妻淫乱責め（2005年、監督：深町章）
- わいせつステージ　何度もつっこんで（2005年、監督：後藤大輔）
- 義母の近親相汗　乳繰り合う（2005年、監督：新田栄）
- ふたり妻　寝室の淫らな匂い（2005年、監督：荒木太郎）
- 人妻　あふれる蜜ツボ（2005年、監督：深町章）
- 肉屋と義母　うばう！（2005年、監督：松岡邦彦）
- ノーパン家庭教師　痺れ下半身（2005年、監督：下元哲）
- 黒下着の好きもの女医（2005年、監督：池島ゆたか）
- 悶絶ふたまた　流れ出る愛液（2005年、監督：坂本礼）
- ＳＥＸマシン　卑猥な季節（2005年、監督：田尻裕司）
- 五十路おばさん　助平ったらしい尻（2005年、監督：新田栄）
- 夫婦交換　刺激に飢えた巨乳妻（2005年、監督：渡邊元嗣）
- セクシー剣法　一本ぶちこむ（2005年、監督：深町章）
- 馬と潮風に抱かれて（2005年、監督：下元哲）
- ロリ色の誘惑　させたがり（2005年、監督：高原秀和）

### 監督
- (秘)好色温泉 昇天覗き風呂（1993年）